# Торстен Альбіг
Торстен Альбіг (нім. Torsten Albig; нар. 25 травня 1963, Бремен, Німеччина) — німецький політик з Соціал-демократичної партії. На виборах у 2012 році Альбіг став міністром-президентом землі Шлезвіг-Гольштейн на півночі Німеччини. З 2009 по 2012 він був мером міста Кіль, столиці землі Шлезвіг-Гольштейн.
Альбіг одружений і має двох дітей.